# Thomas Wernerson
Thomas Wernerson (* 15. Juni 1955 in Nässjö) ist ein ehemaliger schwedischer Fußballspieler. Der Torwart, der zwischen 1979 und 1985 für die schwedische Nationalmannschaft auflief, gewann mit IFK Göteborg zweimal den UEFA-Pokal.

## Werdegang
Wernerson spielte zunächst längere Zeit in seiner Freizeit unorganisiert Fußball, ehe ihn ein Jugendtrainer des Åtvidabergs FF entdeckte. Beim Klub durchlief er in der folge die einzelnen Jugendmannschaften und debütierte in der Spielzeit 1975 im Alter von 19 Jahren in der Allsvenskan. Mit dem Ausstieg des Rechenmaschinenherstellers Facit zwei Jahre zuvor hatte der Klub seinen Hauptunterstützer verloren und konnte daher nicht mehr an die erfolge Anfang des Jahrzehnts anknüpfen. Platzierte sich die Mannschaft in Wernersons Debütsaison noch auf dem sechsten Tabellenrang, stieg er mit ihr im folgenden Jahr in die Zweitklassigkeit ab.
Nach dem sofortigen Wiederaufstieg spielte Wernerson mit dem Klub gegen den erneuten Abstieg. Dabei zeichnete er sich im Laufe der Spielzeit 1979 mit guten Leistungen aus, so dass Nationaltrainer Georg Ericson ihn im Herbst 1979 in die Landesauswahl berief. Nachdem er bei den beiden vorherigen Länderspielen gegen Italien und Tschechoslowakei als Ersatzmann von Jan Möller dem Aufgebot angehörte, debütierte er beim 1:1-Unentschieden im Rahmen der Qualifikation zur Europameisterschaftsendrunde 1980 gegen die luxemburgische Nationalauswahl – Nico Braun per Strafstoß zur frühen Führung auf Luxemburger und Anders Grönhagen auf schwedischer Seite waren die Torschützen – am 23. Oktober des Jahres im Nationaljersey. Nachdem er an der seite von Glenn Martindahl und Conny Torstensson auch im folgenden Jahr den Klassenerhalt bewerkstelligt und sich Ende 1980 als Stammtorwart der Nationalelf festgespielt hatte, folgte er dem Ruf von Sven-Göran Eriksson zu IFK Göteborg.
Beim kurz vor dem Konkurs stehenden Göteborger Klub sollte Wernerson das Torwartproblem lösen und war daher auf Anhieb in der Stammformation gesetzt. In der Spielzeit 1981 lieferte er sich einerseits mit seinem Klub ein Duell mit Östers IF um den Meistertitel, andererseits kämpfte er mit Thomas Ravelli, dem Torhüter des Konkurrenten, um den Stammplatz im Tor der Nationalmannschaft. Jeweils zog er den Kürzeren und fand sich einerseits unter dem neuen Nationaltrainer Lars Arnesson auf der Ersatzbank wieder und qualifizierte sich andererseits nach der Vizemeisterschaft mit der von Eriksson betreuten Mannschaft für den UEFA-Pokal. Nach Siegen über den Valkeakosken Haka, den SK Sturm Graz und Dinamo Bukarest erreichte die Mannschaft das Viertelfinale gegen den FC Valencia. Aufgrund der maroden Kassen musste erst von den Fans der Flug zum Auswärtsspiel nach Spanien finanziert werden, ehe sich die Mannschaft um Mannschaftskapitän Conny Karlsson, Glenn Strömberg, Tommy Holmgren und Glenn Hysén auch hier sowie im Halbfinale gegen den 1. FC Kaiserslautern durchsetzte. In den Endspielen um den UEFA-Pokal 1981/82 traf der Klub auf den Hamburger SV, der als haushoher Favorit in die Finalspiele gestartet im Hinspiel in Schweden durch ein spätes Tor von Tord Holmgren mit 0:1 unterlag. Im Rückspiel zeigte der Göteborger Klub ein konsequentes Konterspiel aus einer sicheren Abwehrkette und die Die Torschützen Dan Corneliusson, Torbjörn Nilsson und Stig Fredriksson führten den skandinavischen Klub mit einem 3:0-Auswärtserfolg im Hamburger Volksparkstadion zum Europapokaltriumph. War der Klub kurze Zeit später auch im Endspiel um den Landespokal erfolgreich, holte Wernerson mit dem Gewinn der Meisterschaft am Ende der Spielzeit 1982 das Triple.
Nach dem Europapokalerfolg verließen etliche Spieler wie Corneliusson, Karlsson oder Strömberg den Klub. Dennoch blieb Wernerson mit der um Spieler wie Stephan Kullberg, Roland Nilsson oder Steve Gardner ergänzten Mannschaft weiterhin erfolgreich und verteidigte nach einem 3:0-Sieg und einem 1:1-Unentschieden gegen Östers IF im Meisterschaftsfinale sowie durch einen 1:0-Endspielsieg im Landespokal gegen Hammarby IF das schwedische Double. Anschließend folgten zwei Jahre ohne Titelgewinn, in denen der Klub zwar jeweils die Meisterschaftsendrunde erreichte, jedoch gegen den Ortsrivalen Örgryte IS im Endspiel verlor respektive im Halbfinale gegen AIK ausschied. Damit hatte sich die mittlerweile von Gunder Bengtsson trainierte Mannschaft jedoch erneut für den UEFA-Pokal qualifiziert und erreichte in der Ausgabe 1986/87 abermals die Endspiele. Gegen den schottischen Vertreter Dundee United erzielte Stefan Pettersson im Hinspiel den spielentscheidenden Treffer, ehe Lennart Nilsson im Rückspiel mit der zwischenzeitlichen Führung die Vorentscheidung erzielte, da der schottische Klub durch John Clark lediglich noch ausgleichen konnte.
Bis zum Ende der Spielzeit 1987 hütete Wernerson noch das Tor des Klubs, mit dem er als Tabellendritter der regulären Spielzeit abermals die Meisterschaftsendrunde erreichte. Hatte er sich mit dem Klub im Halbfinale gegen IFK Norrköping durchgesetzt, führte nach einem 1:0-Heimerfolg und einer 1:2-Auswärtsniederlage gegen Malmö FF die Auswärtstorregel zum vierten Meisterschaftsgewinn seiner Karriere. Im Anschluss beendete er seine Laufbahn und wurde im Tor durch den Norweger Erik Thorstvedt beerbt.
Wernerson arbeitet mittlerweile als Fußballexperte und -kommentator für verschiedene Medien.